# كاثي كار
كاثي كار (بالإنجليزية: Cathy Carr)‏ هي مغنية أمريكية، ولدت في 28 يونيو 1936 في ذا برونكس في الولايات المتحدة، وتوفيت في 22 نوفمبر 1988 في فايتفيل في الولايات المتحدة.

## وصلات خارجية
- الموقع الرسمي
- كاثي كار على موقع ميوزك برينز (الإنجليزية)
- كاثي كار على موقع ديسكوغز (الإنجليزية)